# Андромедиды
Андромеди́ды (также называемые Биэли́ды) — метеорный поток с радиантом в созвездии Андромеды, вблизи звезды γ Андромеды (Аламак), порождённый кометой Биэлы и встречающийся с Землёй раз в 13 лет. После 1899 года их стало практически невозможно увидеть невооружённым глазом, но можно наблюдать с помощью специального оборудования.

## Общие сведения
Поток наблюдался ежегодно с 25 сентября по 6 декабря с увеличением интенсивности между 9 ноября и 28 ноября. Он порождён кометой Биелы, которая распалась в конце 1846 года (по более поздним данным, между 1842 и 1843 годами близ Юпитера) и после 1852 года более не наблюдалась.
Хорошо заметные метеорные дожди начались уже после распада кометы. Первое появление Андромедид, уже без кометы, имело место 27 ноября 1872 г. Затем они вернулись 27 ноября 1885 г. Следующее возвращение их состоялось 27 ноября 1898 г., а после 1898 года они стали почти незаметны невооружённым глазом. Вероятно, под действием возмущений от больших планет (прежде всего Юпитера) их орбита изменилась и основной поток уже не пересекает земную орбиту.

## История наблюдений
Андромедиды были впервые замечены над Санкт-Петербургом 6 декабря 1741 года. Сильные метеорные дожди также наблюдались в 1798, 1825, 1830, 1838 и 1847 годах. Мощные звёздные дожди уже после разрушения кометы отмечались в 1872 и 1885 годах, когда орбиту Земли пересекал остаток хвоста кометы. 27 ноября 1885 года Андромедиды стали первым метеорным потоком, который снял на плёнку Ладислаус Вайнек в своей лаборатории в г. Прага. Поток 1885 года представители бирманской династии Конбаун интерпретировали как плохой знак (вскоре британцы оккупировали Бирму и свергли династию).